# La Quarantaine (film, 1982)
Pour les articles homonymes, voir Quarantaine (homonymie).
Pour plus de détails, voir Fiche technique et Distribution.
La Quarantaine est un film québécois réalisé par Anne Claire Poirier, sorti le 2 octobre 1982.

## Synopsis
La Quarantaine met en scène un groupe d'amis qui se retrouvent après trente ans de séparation. Le film n'entend pas raconter leurs histoires personnelles, mais faire apparaître à travers eux des problèmes fondamentaux à tous les hommes et à toutes les femmes parvenus à l'âge de la maturité. À partir de situations où famille, amour, fidélité, homosexualité, réussite professionnelle sont en cause, c'est la question plus vaste du rapport que les adultes entretiennent avec leur enfance qui est soulevée.

## Fiche technique
- Titre : La Quarantaine
- Réalisateur : Anne Claire Poirier
- Scénario et dialogues : Anne Claire Poirier et Marthe Blackburn
- Direction artistique : Denis Boucher
- Images : Michel Brault
- Musique: Joël Bienvenue
- Producteur : Jacques Vallée, Office national du film du Canada
- Pays d'origine : Canada
- Genre : Drame
- Durée : 105 minutes
- Date de sortie : 2 octobre 1982 au  Canada

## Distribution
- Monique Mercure : Grosse Louise
- Roger Blay : Le King
- Jacques Godin : Tarzan
- Aubert Pallascio : Peau dure
- Pierre Gobeil : Jacques
- Michelle Rossignol : La Plume
- Pierre Thériault : Bilou
- Louise Rémy : Babette
- Luce Guilbeault : Hélène
- Patricia Nolin : Françoise
- Benoît Girard : Bo-Jean
- Lucie Mitchell
- Danielle Schneider
- Marie Bégin
- Dominique Champagne